# Удеманс, Корнель Антуан Абрагам
Корнель Антуан Абрагам Удеманс (нидерл. Corneille Antoine Jean Abraham Oudemans; 1825—1906) — голландский ботаник и миколог. Брат нидерландского астронома Жана Оудеманса (1827—1906).

## Биография
Изучал медицину в университете Лейдена. С 1877 по 1896 год профессор Университета и директор Ботанического сада в Амстердаме.

## Труды
- «Aanteekeningen op de Pharmacopoea Neerlandica» (1854—56),
- «Leerboek der plantenkunde» (1866—70),
- «Neerlands Plantentuin» (1865—67),
- «Herbarium van Neerlandsche platten»;

издавал «Nederlandsch Kruidkundig Archief» и «Archives Néerlandaises».